# Sonseca
Sonseca è un comune spagnolo di 10 018 abitanti situato nella comunità autonoma di Castiglia-La Mancia.